# مسجد شاهي جامع
مسجد شاهي جامع (بالأردية: شاہی جامع مسجد، بالإنجليزية: Shahi Jama Masjid): هو أقدم مسجد من العصر المغولي في جنوب آسيا. يقع في سامبال، أتر برديش. تم تأسيسه في عهد ظهير الدين بابر في ديسمبر 1526. يعد المسجد معلمًا محميًا بموجب قانون الحفاظ على الآثار القديمة 1904.
وفقًا لنقش موجود علىالمحراب، تم بناء المسجد من قبل أحد جنرالات الإمبراطور بابر، مير هندو بك، في 6 ديسمبر 1526، بناءً على أوامر بابر. تم الانتهاء من بناء المسجد بعد سبعة أشهر من معركة باني بت؛ التي استولى فيها بابر على دلهي من إبراهيم بن سكندر اللودهي.